# A.C.M. Muskeijn
Alphons Caspar Marie Muskeijn (Sas van Gent, 1 januari 1870 - Vancouver, 1960) was een Nederlandse burgemeester.

## Leven en werk
Muskeijn was een zoon van Willem Ern(e)st Nicolaas Muskeijn (1815-1895), belastingontvanger, en Theresia Celestina van Olffen (1828-1916). Hij was van 1906 tot en met 1909 burgemeester van Montfoort en Willeskop. Hij was daarnaast lid van de commissie van toezicht over het rijksopvoedingsgesticht in Montfoort (1907-1909). Hierna emigreerde Muskeijn naar de Verenigde Staten.
In Montfoort is een straat naar hem vernoemd: A.C.M. Muskeijnplantsoen.